# Subdivisions de la Guinée équatoriale

Capitale de kienten

Carte des provinces de la Guinée équatoriale.

La Guinée équatoriale est divisée en deux régions : la région insulaire (capitale : Malabo), composée des îles de Bioko et d'Annobón, et la région continentale (capitale : Bata).
Ces régions sont elles-mêmes divisées en provinces, au nombre de huit :
1. Région insulaire
  1. Annobón (chef-lieu : San Antonio de Palé)
  2. Bioko-Norte (chef-lieu : Rebola)
  3. Bioko-Sur (chef-lieu : Luba)
2. Région continentale
  1. Centro-Sur (chef-lieu : Evinayong)
  2. Kié-Ntem (chef-lieu : Ebebiyin)
  3. Litoral (chef-lieu : Bata)
  4. Wele-Nzas (chef-lieu : Mongomo)
  5. Djibloho (chef-lieu : Ciudad de la Paz)

Enfin, ces provinces sont divisées en districts, à l'exception de l'île d'Annobón (les districts portent tous le nom de leur chef-lieu) :
1. Annobón
2. Bioko-Norte
  1. District de Malabo
  2. District de Baney
3. Bioko-Sur
  1. District de Luba
  2. District de Riaba
4. Centro-Sur
  1. District d'Evinayong
  2. District d'Akurenam
  3. District de Niefang
5. Kié-Ntem
  1. District de Mikomeseng
  2. District de Nsoc Nsomo
  3. District d'Ebebiyín
6. Litoral
  1. District de Bata
  2. District de Cogo
  3. District de Mbini
7. Wele-Nzas
  1. District de Mongomo
  2. District de Nsork
  3. District d'Aconibe
  4. District d'Añisoc
  5. District Oyala